# نهر سراوق

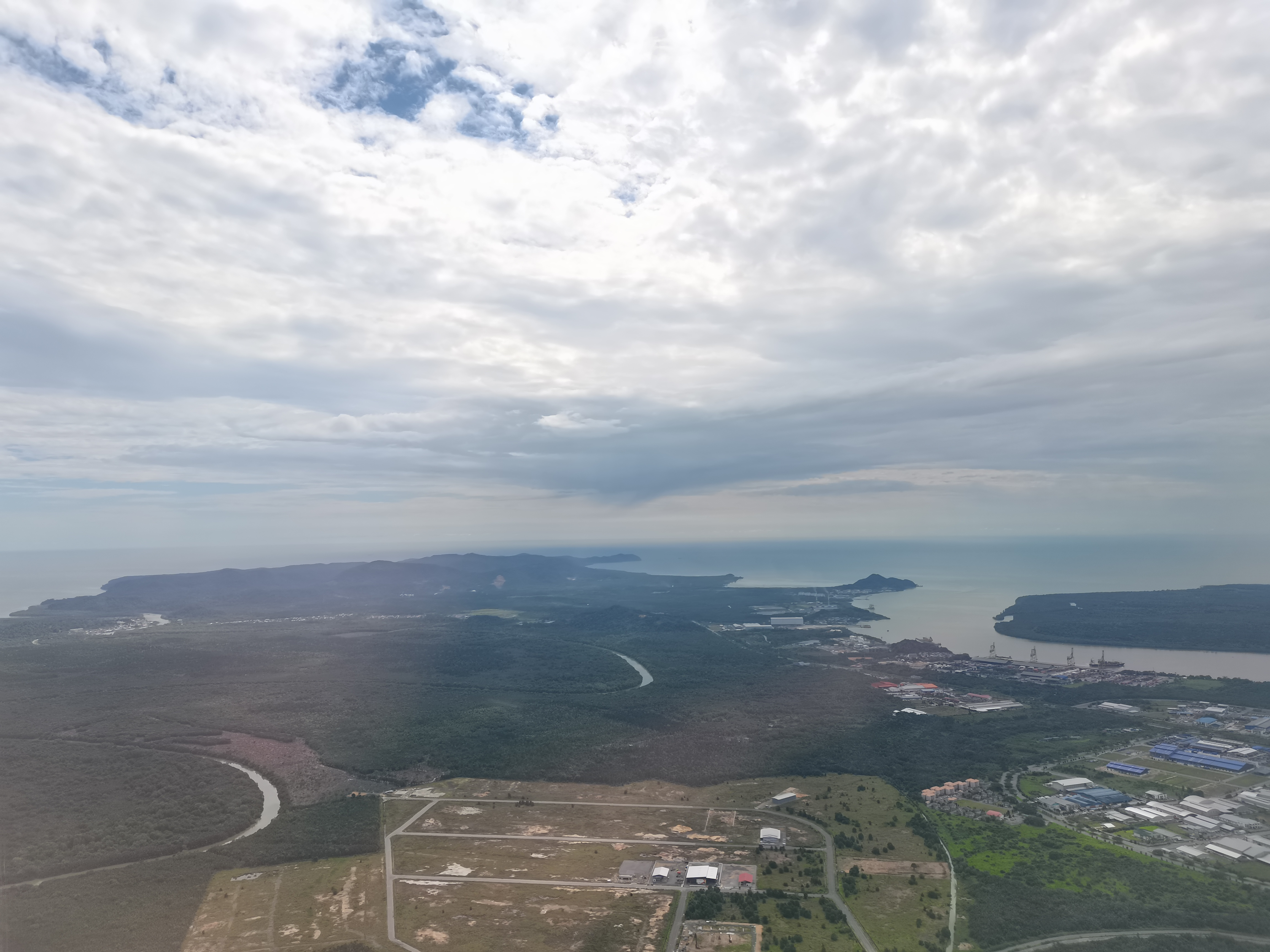
يمين: مصب نهر سراوق. يسار: منتزه باكو الوطني.

نهر سراوق (الملايوية: Sungai Sarawak) هو نهر في سراوق في ماليزيا. وهو مصدر مهم للمياه والنقل لسكان جنوب غرب سراوق. ويستخدم النهر أيضًا في الأنشطة الرياضية المرتبطة بالمياه مثل سباق سراوق السنوي الذي يجذب السياح من جميع أنحاء العالم.
يقع أستانا، المقر الرسمي لحاكم سراوق (يانغ دي بيرتوا نيغري) ومبنى الجمعية التشريعية لولاية سراوق الجديد على الضفة الشمالية للنهر بالإضافة إلى حصن مارغريتا.
توجد ستة مواقع أثرية في سانتوبونغ، الواقعة عند مصب النهر.